# Skovhave (landbrug)
 Ikke at forveksle med Skovhave (woodland gardening).
 For alternative betydninger, se Skovhave. (Se også artikler, som begynder med Skovhave)
Skovhaver er en bæredygtig, plante-baseret fødeproduktion, som kræver lavt forbrug af energi og baserer sig på skovens økosystem, ved at bestå af frugt- og nøddetræer, buske, urter, slyngplanter og flerårige grøntsager, som har afgrøder der er nyttige for mennesker. Ved at gøre brug af fordelagtige symbiotiske forhold mellem planter, kan disse blandes og vokse i en række af lag, for at danne et fler-dimensionelt habitat, der ligner en ungskov.
Skovhave er en forhistorisk dyrkningsmetode for at sikre sig føde i tropiske områder. I 1980'erne tilpassede Robert Hart principperne og anvendte dem til tempererede klimaer.

## Historie
Skovhaver er formodentlig verdens ældste form for landbrug og det mest modstandsdygtige agerøkosystem. De havde sin oprindelse i forhistoriske tider langs flodbreder i jungler og i de våde forbjerge i regioner med regntid.
Skovhaver er stadig almindelige i troperne og er kendt under forskellige navne, så som: home gardens ("hjemmehaver") i Kerala i det sydlige Indien, Nepal, Zambia, Zimbabwe og Tanzania; "kandyske skovhaver" (efter byen Kandy) i Sri Lanka; huertos familiares ("familiefrugthaver") i Mexico; og pekarangan (det "fuldkomne designs" have) i Java. Disse kaldes også agerskovbrug og, hvor træerne er af lille vækst, bruger man begrebet "buskhave". Skovhaver har vist sig at være en væsentlig indkomstkilde og fødegrundlag for lokale befolkninger.

### Robert Harts udvikling af tempererede skovhaver
Robert Hart tilpassede skovhavedyrkning til Storbritanniens tempererede klima i 1980'erne. Hart begyndte at dyrke jord ved Wenlock Edge i Shropshire med hensigt om at forsyne sig selv og sin bror Lacon med sunde og helbredende omgivelser. Omend de i udgangspunktet var forholdsvis konventionelle husmænd, opdagede Hart hurtigt, at vedligeholdelsen af store, etårige grøntsagsbede, opdrætning af kreaturer og pasning af en frugthave var en opgave, der overgik deres kræfter. Imidlertid passede et lille bed, som han havde plantet med flerårige grøntsager og urter, sig selv med få indgreb.

Som følge af Harts valg af en vegansk råkost skiftede han sine husdyr ud med planter. De tre primære afgrøder fra en skovhave er frugter, nødder og grønne, bladrige grøntsager. Hart skabte en skovhave fra en 500 m2 stor frugthave fra sit landbrug og havde til hensigt at kalde sin dyrkningsmetode for "økologisk gartneri" eller "økodyrkning". Hart opgav senere disse begreber da han blev klar over, at "agerskovbrug" og "skovhaver" allerede blev brugt til at benævne lignende systemer i andre dele af verden. Han blev inspireret af Toyohiko Kagawa og James Sholto Douglas' skovdyrkningsmetoder og hvad angår ydeevnen i hjemmehaverne i Kerala, forklarer Hart:
Fra agerskovbrugets synsvinkel er måske verdens mest avancerede land den indiske stat Kerala, som kan prale af ikke mindre end tre og en halv million skovhaver ... Som eksempel på den usædvanlige dyrkningsintensitet af visse skovhaver, fandt en gruppe forskere at et havelod på kun 0,12 ha (1200 m2) havde 23 unge kokosnødplanter, 12 kryddernelliketræer, 56 bananplanter og 49 ananasplanter, med 30 peberranker slynget op af dets træer. Desuden dyrkede småbonden foder til sin ko.
For Robert Harts teorier blev senere videreudviklet af Martin Crawford fra the Agroforestry Research Trust og forskellige andre permakulturalister så som Graham Bell, Patrick Whitefield, Dave Jacke og Geoff Lawton.

## I tempererede klimaer
En vild skov kan opdeles i flere adskilte lag. Ved at blande afgrøder kan man derved skabe et polykulturelt landbrug, der består af følgende lag:
1. Kronetaget eller løvtaget (canopy layer), som består af de samlede trækroner af modne træer.
2. Træer af lavere vækst (low-tree layer), dvs. mindre nødde- og frugttræer på væksthindrede grundstammer.
3. Busklaget, som består af frugtbuske som fx bær.
4. Urtevegetation (herbaceous layer), der består af flerårige grøntsager og stauder så som kulsukker og beder.
5. Rhizosfæren (rhizosphere) eller undergrunden, der består af planter, som dyrkes pga. deres rødder eller knolde så som jordskokker og scorzone.
6. Bunddække af spiselige planter, der spreder sig langs jorden så som mynte og jordbær.
7. Vertikalt lag af slyng- og kravleplanter.

En nøgle til det flerdimensionelle system er valget af planter. De fleste traditionelle grøntsagsafgrøder, som dyrkes i dag, så som gulerødder, er afhængige af megen sol og er derfor ikke passende for skovhavens mere skyggede omgivelser. I en skovhave vil man derfor hovedsageligt vælge skyggetolerante flerårige planter.

## Anlægning
En skovhave kan godt planlægges over et sommerhalvår, for derefter at plantes i sin helhed i løbet af en vinter. For de fleste vil de dog være at foretrække at anlægge haven i etaper og begynde med løvtaget, som kræver mest planlægning. Busklaget og bunddækken kan derefter plantes efterhånden.
For mere detaljeret beskrivelse af design og anlægning af en skovhave, se: Creating a Forest Garden af Martin Crawford (2010).

### Gøde jorden
Hvis den eksisterende jord tidligere har været brugt til græs eller landbrug, må man gå ud fra at næringsindholdet er ganske ringe. For at anlægge en skovhave med høj diversitet, må man derfor regne med et år eller to til blot at reparere lidt på jorden. Dette kan foregå sideløbende med plantning af træer. Det handler om at plante en masse grøngødning, læ i form af levende hegn og kvælstof-fikserende træer, s.k. ammetræer. Sidstnævnte kan være hurtige pionertræer såsom pil, birk, el eller noget midlertidigt som kløver, alt afhængig af jorden, stedet osv.
Jorden, og livet i jorden, er et centralt element, og særligt vigtigt er netværket af symbiotiske svampe. Svampene kræver at jorden aldrig pløjes, for det ødelægger de fine svampehyfer. På en pløjemark er der derfor naturligvis ringe betingelser for at en skov kan rejse sig, i hvert fald ikke lige med det første. Men efterhånden som terrænet repareres, tilføres kvælstof og de hårde lag efter evt. landbrugsmaskiner eller kvæg gennembores af dybe pælerødder, skal det nok komme.
Det er vigtigt også at måle pH til at starte med, og ofte skal der kalkes. Dette gøres enkelt med en lakmustest.

### Læ
Mange steder på gamle gårde opfylder denne betingelse, men desværre har mange landmænd fældet de gode gamle hegn.Hvis stedet hvor skovhaven skal anlægges ikke allerede ligger i læ fra alle sider, er det nødvendigt at plante levende hegn. Dette opfylder flere funktioner: afskærmning mod vind, højere temperatur og beskyttelse mod uønskede dyr. For det første skærmer det haven fra de stærke vinde, der på den nordlige halvkugle primært kommer fra vest og sydvest (se også: Vestenbæltet). Desuden beskytter hegnet mod de kolde vinde om foråret, især ved det fænomen der kaldes Påskeøsten. Afskærmning mod vind er afgørende for frugttræernes betingelser for at få blomster, der ellers kan beskadiges af vinden og således ikke bliver befrugtet. For det andet stiger temperaturen lokalt inde i haven, hvilket fremmer fotosyntesen og planterne vokser væsentligt hurtigere. For det tredje kan et hegn, hvis det tager form af et tornet krat og evt. suppleres med et net, frastøde uønskede pattedyr som hare, hjortevildt og vildsvin.
Det område som hegnet giver læ kaldes for stillezonen og strækker sig som tommelfingerregel ca. 7-8 gange hegnets højde. Længere væk fra dette begynder slipstrømmen.
Hegnet virker mere effektivt, desto mere vertikal ydersiden er. Derfor plantes de højeste træer længst ude og så evt. lavere og buske indadtil. Hvis hegnet danner en bakke udadtil skaber det en hurtigere slipstrøm ind i haven, ligesom ved en flyvinge.

### Ammetræer
Ammetræer bærer ikke nødvendigvis selv frugt, men har en afgørende og understøttende funktion i skovhaven ved at tilføre kvælstof til de andre planter. Dette sker både gennem bladenes indoptagelse af kvælstof fra atmosfæren og efterfølgende spredningen ud i haven ved løvfald, så vel som gennem trærødderne og via mykorrhiza-svampe, der transporterer næring videre til planter, der er i underskud. Det er en af grundene til, at man ikke behøver at tilføre skovhaven gødning udefra. Der findes både buske og planter i bunddækket der også fikserer kvælstof, men det fungerer langt mere effektivt i kronetaget, fordi solenergien er højest dér. Som tommelfingerregel må pladsen i en skovhave udgøres af ca. 10-30 % ammetræer. Et eksempel på et effektivt kvælstoffikserende løvtræ, der vokser hurtigt i højden (20 m.) og samtidig ikke danner for meget skygge (pga. dens kegleform) er Hjertebladet El. Fordi ammetræer som oftest ikke selv høstes, kan frugttræer gerne plantes under deres kroner på sydsiden, og vil således ikke stå vejen, samtidig med at frugttræerne får rigeligt med sol.

### Skadedyr
I designprocessen er det vigtigt at gøre sig bekendt med de eksisterende dyrearter, der kan blive skadedyr. Både mosegrise, harer og hjorte kan gøre kort process med et ungt frugttræ. Plantelus, maddiker og andre insekter vil med tiden holdes nede og ikke udgør noget problem, hvis man ser til at plante arter, der tiltrækker prædatorer som fx svirrefluer, guldsmede, løbebiller m.m. (Se Liste over blandingsafgrøder).